# 한신코아백화점
한신코아백화점은 한신공영이 1988년에 설립했던 백화점이다. 그 뒤 2002년 모기업 한신공영의 경영난으로 인하여 세이브존에 인수/합병되었다.

## 지점
한신코아백화점에는 5개의 지점이 있었는데 2002년 세이브존에 인수되자 모든지점이 세이브존으로 새로 오픈하였다.

### 중계점
1988년 개점하였으며 2002년 세이브존 노원점으로 새로 오픈하였다. 최초 이름은 중계점이였다.

### 광명점
1992년 개점하였으며 2002년 세이브존 광명점으로 새로 오픈하였다.

### 대전점
1993년 개점하였으며 2002년 세이브존 대전점으로 새로 오픈하였다.

### 성남점
1993년 개점하였으며 2002년 세이브존 성남점으로 새로 오픈하였다.

### 전주코아백화점
1983년 개점하였으며 1994년 한신공영의 경영난 때문에 향토기업인 (유)우성종합건설로 인수되었다. 1990년대 후반까지 연간 1,500억원의 매출을 올리는 지역의 대표 백화점이이었지만 2000년대 초반부터 롯데백화점 전주점 개점으로 인한 영향으로 최근 3년간 매출이 그 이전보다 최고 80%까지 급감하면서, 마침내 2010년 8월 20일 폐업하였다.
세이브존이 2010년 8월 27일에 전주코아백화점 토지와 건물을 전주코아호텔로부터 325억원에 매입, 인수하였다.